# 1883 (numero)
Milleottocentottantatré (1883) è il numero naturale dopo il 1882 e prima del 1884.

## Proprietà matematiche
- È un numero dispari.
- È un numero composto da 4 divisori: 1, 7, 269, 1883. Poiché la somma dei suoi divisori (escluso il numero stesso) è 277 < 1883, è un numero difettivo.
- È un numero semiprimo.
- È un numero palindromo e un numero ondulante nel sistema posizionale a base 13 (B1B) e in quello a base 15 (858).
- È un numero nontotiente in quanto dispari e diverso da 1.
- È un numero malvagio.
- È un numero intero privo di quadrati.
- È parte delle terne pitagoriche (483, 1820, 1883), (1883, 6456, 6725), (1883, 36156, 36205), (1883, 253260, 253267), (1883, 1772844, 1772845).

## Astronomia
- 1883 Rimito è un asteroide della fascia principale del sistema solare.

## Astronautica
- Cosmos 1883 è un satellite artificiale russo.